# Gefco
Gefco este un grup francez, parte a grupului Peugeot Citroën,
care oferă servicii de transport de autovehicule și logistică auto, transport de mărfuri terestru, aerian și maritim și servicii de logistică industrială.
Grupul Gefco este prezent în 100 de țări din lume și se clasează între primele 10 grupuri europene de logistică, cu o cifră de afaceri de 3,5 miliarde euro în 2008.
Grupul numără 400 de locații în întreaga lume și are peste 10.000 de angajați.
Gefco își dezvoltă activitatea în trei zone prioritare: Europa, Asia și America de Sud.

## Gefco în România
Compania este prezentă și în România din anul 2005 și operează printre altele două depozite logistice la Arad (1.300 metri pătrați) și la București (1.400 metri pătrați) și o platformă destinată activității logistice auto la Curtici cu o capacitate de stocare de peste 3.000 de autovehicule.
Gefco realizează exporturi pentru Dacia pe cale rutieră și ferată către portul Constanța de unde se exportă în Algeria sau Franța.
Cifra de afaceri:
| Anul          | 2011 | 2010 | 2009 | 2008 |
| ------------- | ---- | ---- | ---- | ---- |
| milioane euro | 43   | 32,9 | 22,8 | 23,4 |